# Язу (округ)
Округ Язу (англ. Yazoo County) — округ штата Миссисипи, США. Население округа на 2000 год составляло 28149 человек. Административный центр округа — город Язу-Сити.

## История
Округ Язу основан в 1823 году.

## География
Округ занимает площадь 2382.8 км2.

## Демография
Согласно переписи населения 2000 года, в округе Язу проживало 28149 человек (данные Бюро переписи населения США). Плотность населения составляла 11.8 человек на квадратный километр.